# پرچم ازبکستان
پرچم کشور ازبکستان، از نوارهای افقی به رنگ های آبی (لاجوردی)، سفید و سبز که با دو خط قرمز جدا شده اند، به وجود آمده است. این پرچم پس از اتمام حکومت شوروی به عنوان پرچم این کشور به رسمیت شناخته شد.

## مفهوم رنگ‌های پرچم
مفهوم رنگ‌های استفاده شده در پرچم ازبکستان به اینصورت تفسیر شده است:
- رنگ آبی به معنای آب و رنگ آسمان آبی میباشد.
- رنگ سفید به مفهوم صلح مقدس و روشنایی میباشد.
- رنگ سبز مفهوم طبیعت سرسبز این کشور را میرساند.
- رنگ قرمز در این پرچم نماد قدرت است.

## نگارخانه

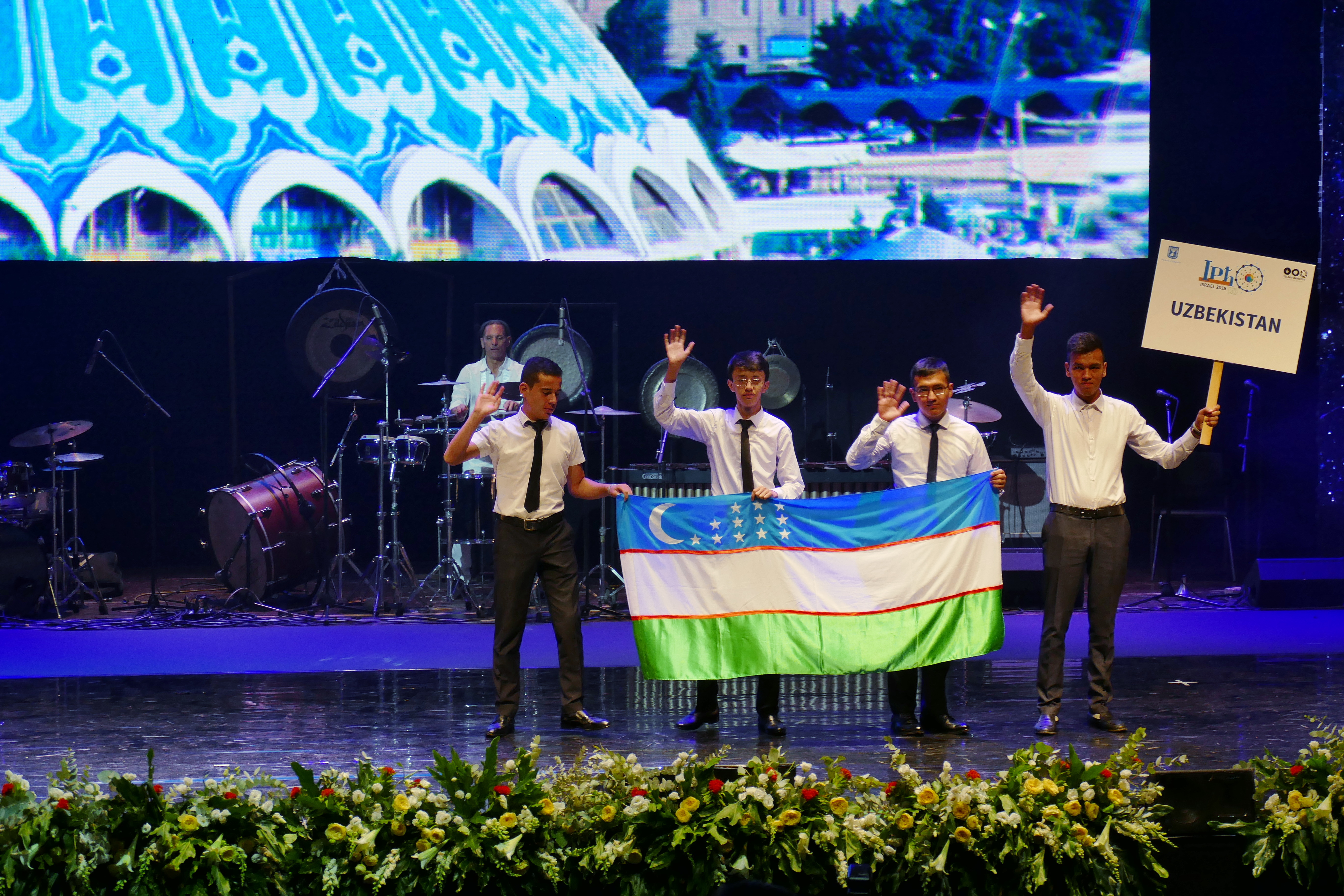
فلگ مپ ازبکستان
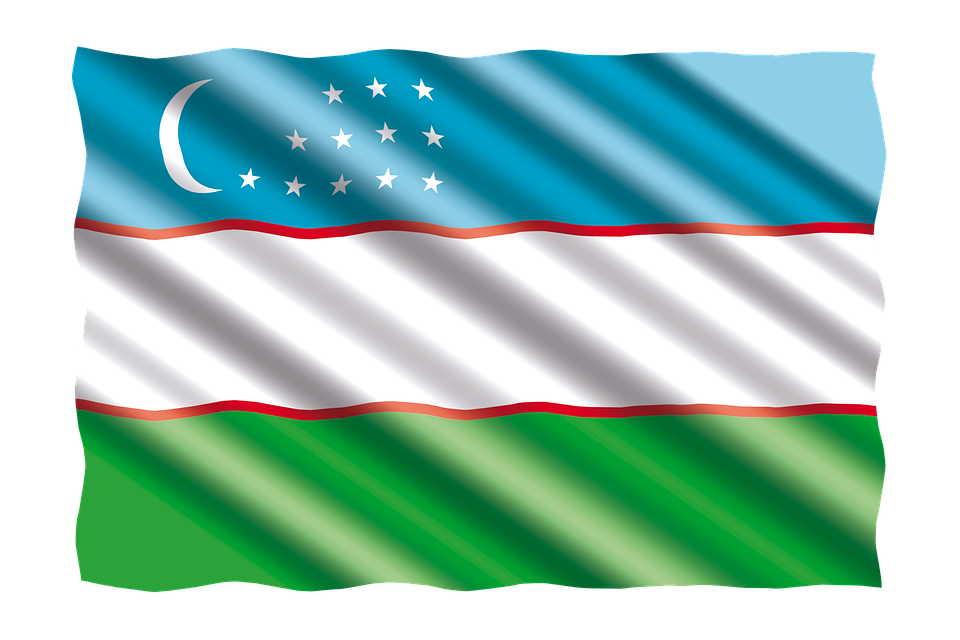